# Evangelische Kirche Götterswickerhamm

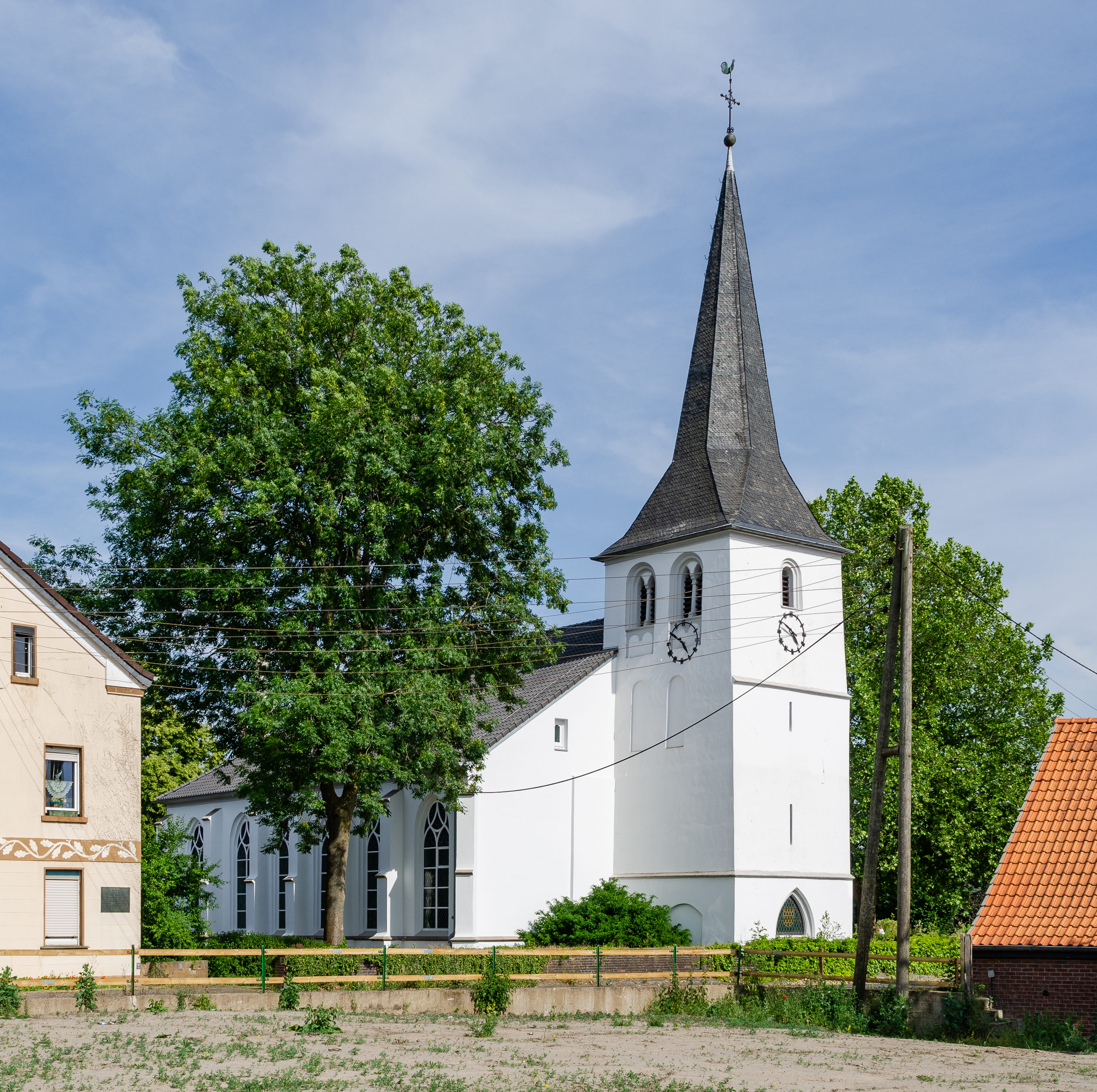
Evangelische Kirche an der Dammstraße, Ansicht von Westen (2020)

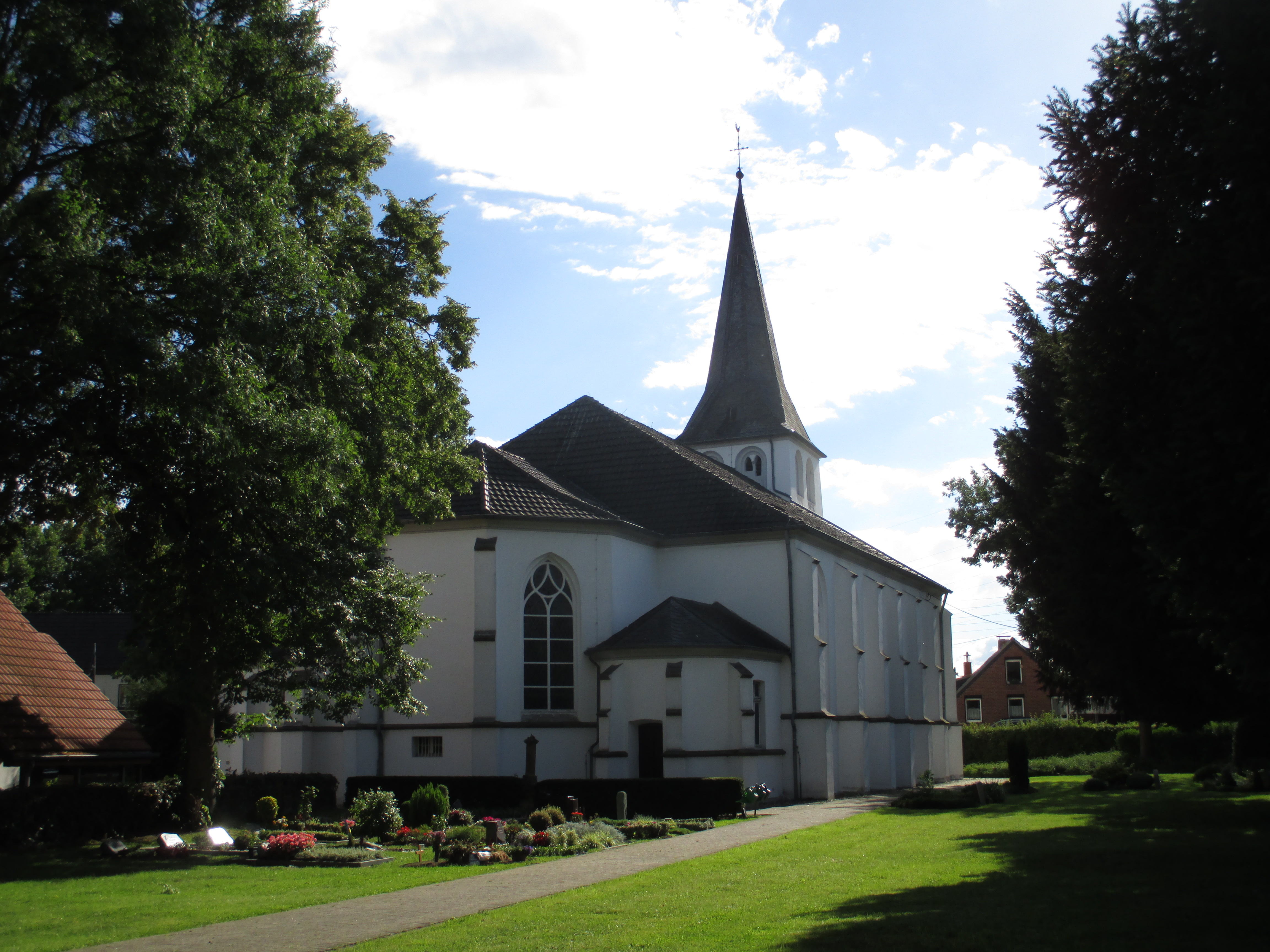
Rückwärtige Ansicht der Kirche vom Friedhof aus (2017)

Die Evangelische Kirche Götterswickerhamm ist das Wahrzeichen des zur Stadt Voerde (Niederrhein) gehörenden Rheindorfes Götterswickerhamm. Sie ist eine der Predigtstätten der Evangelischen Kirchengemeinde Götterswickerhamm im Kirchenkreis Dinslaken der Evangelischen Kirche im Rheinland. Die im 11./12. Jahrhundert erbaute Kirche war dem heiligen Nikodemus geweiht und war ursprünglich Eigenkirche der Herren von Götterswick. Die Gründung der romanischen Kirche könnte im 10. Jahrhundert gelegen haben.

## Standort
Die Kirche befindet sich im Bogen der Dammstraße L 4, die die Orte Walsum, Eppinghoven sowie das Steag Kraftwerk über das alte Rheindorf Götterswickerhamm nach Spellen verbindet. Der Platz liegt heute unmittelbar hinter dem Rheindeich auf erhöhter Flur.

## Beschreibung
Die Kirche ist eine spätgotische Hallenkirche. Zu ihr gehört ein dreigeschossiger Westturm aus Tuffstein mit romanischem Untergeschoss und ein spitzer abgeknickter Turmhelm mit Kupfer- und Schieferdeckung.
Das Wappen der Herren von Götterswick befindet sich im Eingangsbereich der Tür.
Die Wände sind aus Tuff- und Backstein, die durch die Strebepfeiler gegliedert werden, mit sechs Jochen und polygonalen Dreiapsidenschluss. Die Nord- und Südabsis sind heute von den Kirchenschiffen abgemauert. In der nördlichen Apsis befindet sich jetzt die Sakristei.
Hinter der Altarwand werden Funde aus der Frühzeit der Kirche ausgestellt.

## Geschichte
Die Gründung der Kirche könnte in das 10. Jahrhundert fallen. Am 19. Mai 1003 erwarb der Kölner Erzbischof Heribert Ländereien in Goterswick und schenkte sie der Abtei Deutz, die vermutlich für den Bau einer Kapelle hier gesorgt haben wird.
Von einer einschiffigen romanischen Kirche aus dem frühen 13. Jahrhundert ist der Kirchturm erhalten.
1427 wurden Dorf und Kirche niedergebrannt. Der Neubau erfolgte als dreischiffige gotische Halle. Während des Spanisch-niederländischen Krieges 1568–1648 wurde die Kirche mehrfach zerstört und immer wieder repariert.
Die Kirche wurde 1820 baufällig und geschlossen. Für den Wiederaufbau erarbeitete die preußische Bauverwaltung unter dem preußischen Oberlandesbaudirektor Karl Friedrich Schinkel in Berlin Pläne, die die noch vorhandenen Bauteile erhielten und modernisierten. Die Detailplanungen und die feinen gotisierenden Dekors sind Schinkels Beitrag zur Neugestaltung. Der Umbau erfolgte 1831 bis 1834. Nach der Reparatur erheblicher Kriegsschäden aus dem Jahre 1945 wurde 1970 der Schinkelsche Innenraum der Kirche restauriert und ist bis heute in seinem ursprünglichen Erscheinungsbild erhalten.
Die heutige Kirche stammt in ihren ältesten Teilen aus dem 11./12. Jahrhundert und wird als einschiffiger romanischer Saalbau mit flacher Decke und in die Kirche einbezogenem Turm entstanden sein, den man um 1350 um ein Geschoss erhöhte. Erhalten davon sind noch der untere Teil des Turmes, die Rückwand und der Taufstein. In ihrer etwa 1000-jährigen Geschichte hat es immer wieder Verwüstungen, Plünderungen, Brand und Zerfall gegeben. Nach jeder Zerstörung entstand die Kirche größer. Sie besteht aus Backstein, Tuff und Holz. Romanik, Gotik und Klassizismus haben ihre Zeichen gesetzt.

## Ausstattung
Die Kirche besitzt eine klassizistische Innengestaltung nach Plänen von Schinkel seitliche, von Pfeilern getragene Emporen mit Kanzel-Orgel-Altar und einer Sängerempore über der Altarwand. Typisch protestantisch ist diese Zusammenfassung des Altars, der Kanzel und der Orgel zu einer übereinander gestaffelten Gruppe nach dem Vorbild  der 1590 errichteten Schlosskirche in Schmalkalden.
Wertvollstes Relikt aus alter Zeit ist der aus Bentheimer Sandstein gehauene Taufstein. Es handelt sich dabei um eine flache Steinbütte auf gedrungenem Säulenstumpf mit vier Löwenmonstren in den Ecken. Er stammt aus dem 12./13. Jahrhundert und gehört zu den ältesten im Umkreis.
Gotische Grabsteine aus dem 15. und 16. Jahrhundert, Totentafeln und Ahnentafeln adeliger Geschlechter aus Götterswickerhamm und Umgebung schmücken die Wände der Kirche, ebenso zwei eiserne Visierhelme aus der Zeit des Dreißigjährigen Krieges.
Eine Besonderheit ist auch die in den Jahren 1993 bis 1995 restaurierte, historische Orgel als einzige spätromantische Orgel, die in der Gegend noch erklingt. Erbaut wurde sie 1933 von der Schwelmer Firma Faust.
In den Fenstern sind auf Antik- und Kathedralglas Glasmalereien eingefasst; diese Ornamente gehen wahrscheinlich auf den Entwurf nach Vorbild des Architekten Karl Friedrich Schinkel von 1831–1834 zurück.
Glocke
Die Kirche verfügt über eine Glocke. Sie wiegt 930 kg und hat einen Durchmesser von Ø 116 cm, mit dem Ton „e“.  Sie wurde 1642 von Anton und Johann de la Paix aus Lothringen gegossen. Drei Borten in Vasen-, Weinranken- und Lilienfries mit Inschrift In Kapitalen lauten: „LAVDATE DOMINVM IN CYMBALIS ET BENE SONANTIBVS ANNO 1642 IN MAIO MARTINUS WILLICHIVS IVDEX THOMAS HACHALIVS PASTOR IOHAN SCHOLTE ET ADOLPH FRERICKS AEDILES ME FIERI FECERE“.